# Seznam kulturních památek v Plumlově
Tento seznam nemovitých kulturních památek ve městě Plumlov v okrese Prostějov vychází z  Ústředního seznamu kulturních památek ČR, který na základě zákona č. 20/1987 Sb., o státní památkové péči, vede Národní památkový ústav jako ústřední organizace státní památkové péče. Údaje jsou průběžně upřesňovány, přesto mohou obsahovat i řadu věcných a formálních chyb a nepřesností či být neaktuální. 
Pokud byly některé části dotčeného území vyčleněny do samostatných seznamů, měly by být odkazy na tyto dílčí seznamy uvedeny v úvodu tohoto seznamu nebo v úvodu příslušné sekce seznamu.

## Plumlov
|  | Kategorie „Holy Trinity church (Plumlov) “ na Wikimedia Commons | Hledat fotografie a kategorie ve Wikimedia Commons podle rejstříkového čísla památky | Nahrát snímek k tomuto tématu do úložiště Wikimedia Commons |  |

|  |  | Hledat fotografie a kategorie ve Wikimedia Commons podle rejstříkového čísla památky | Nahrát snímek k tomuto tématu do úložiště Wikimedia Commons |  |

|  | Kategorie „Statue of Saint Florian in Plumlov “ na Wikimedia Commons | Hledat fotografie a kategorie ve Wikimedia Commons podle rejstříkového čísla památky | Nahrát snímek k tomuto tématu do úložiště Wikimedia Commons |  |

|  | Kategorie „Plumlov Castle “ na Wikimedia Commons | Hledat fotografie a kategorie ve Wikimedia Commons podle rejstříkového čísla památky | Nahrát snímek k tomuto tématu do úložiště Wikimedia Commons |  |

## Soběsuky
| Památka               | Fotografie        | Rejstříkové číslo v ÚSKP                                                             | Sídelní útvar                                               | Poloha                                                                                    | Popis a poznámky |
| --------------------- | ----------------- | ------------------------------------------------------------------------------------ | ----------------------------------------------------------- | ----------------------------------------------------------------------------------------- | --- |
| Boží muka (Q38134733) | \| \| \| \| \| \| | 27937/7-5786 Pam. katalog MIS                                                        | Soběsuky                                                    | jižní okraj vsi, u silnice do Krumsína, pp. 719/10 49°27′39,36″ s. š., 16°59′41,51″ v. d. | Konkávně tvarovaná tříboká boží muka se zkosenými nárožími. Stěny členěny dvěma jednoduchými kordonovými římsami, mezi nimi pravoúhlé niky. Jednoduchá podstřešní římsa nese stanovou střechu, ve vrcholu kovaný kříž s jetelovým zakončením ramen. Památkově chráněno od 18. ledna 1973. |
|                       |                   | Hledat fotografie a kategorie ve Wikimedia Commons podle rejstříkového čísla památky | Nahrát snímek k tomuto tématu do úložiště Wikimedia Commons |                                                                                           | |

## Žárovice
|  | Kategorie „Socha Navštívení Panny Marie (Žárovice) “ na Wikimedia Commons | Hledat fotografie a kategorie ve Wikimedia Commons podle rejstříkového čísla památky | Nahrát snímek k tomuto tématu do úložiště Wikimedia Commons |  |

|  | Kategorie „Kaple Povýšení svatého Kříže (Žárovice) “ na Wikimedia Commons | Hledat fotografie a kategorie ve Wikimedia Commons podle rejstříkového čísla památky | Nahrát snímek k tomuto tématu do úložiště Wikimedia Commons |  |

## Hamry
| Památka                                                  | Fotografie        | Rejstříkové číslo v ÚSKP                                                             | Sídelní útvar                                               | Poloha                                                             | Popis a poznámky |
| -------------------------------------------------------- | ----------------- | ------------------------------------------------------------------------------------ | ----------------------------------------------------------- | ------------------------------------------------------------------ | --- |
| Výklenková kaplička svatého Jana Nepomuckého (Q37271593) | \| \| \| \| \| \| | 40009/7-5876 Pam. katalog MIS                                                        | Hamry                                                       | při silnici do Vícova, st. 78 49°28′20,6″ s. š., 16°58′1,55″ v. d. | Výklenková kaplička sv. Jana Nepomuckého s datací 1731. Volně stojící výklenková kaplička obdélníkového půdorysu. Fasáda hladká se soklem. Průčelí prolomeno hlubokou, segmentově zaklenutou nikou, uzavřenou železnou mříží. Po stranách oválné vpadliny. Podstřešní jednoduše profilovaná římsa nese sedlovou střechu s jednoduchým křížem ve vrcholu. V nice na jednostupňové obdélníkové základně čtyřboký sokl s rytými rámy. Sokl ukončen jednoduchou římsou, na ní oblačná podnož s andílčími hlavičkami. Na podnoži původně socha sv. Jana Nepomuckého v životní velikosti, odcizená na konci 20. století. Dnes je plastika nahrazena jednoduchou malovanou postavou světce na plechu. Památkově chráněno od 18. ledna 1973. |
|                                                          |                   | Hledat fotografie a kategorie ve Wikimedia Commons podle rejstříkového čísla památky | Nahrát snímek k tomuto tématu do úložiště Wikimedia Commons |                                                                    | |